# Aulnac
Aulnat és un municipi francès situat al departament del Puèi Domat i a la regió d'Alvèrnia-Roine-Alps. L'any 2007 tenia 4.308 habitants.

## Demografia

### Població
El 2007 la població de fet d'Aulnat era de 4.308 persones. Hi havia 1.800 famílies de les quals 532 eren unipersonals (216 homes vivint sols i 316 dones vivint soles), 532 parelles sense fills, 568 parelles amb fills i 168 famílies monoparentals amb fills.
La població ha evolucionat segons el següent gràfic:
Habitants censats

### Habitatges
El 2007 hi havia 1.909 habitatges, 1.831 eren l'habitatge principal de la família, 15 eren segones residències i 63 estaven desocupats. 1.119 eren cases i 789 eren apartaments. Dels 1.831 habitatges principals, 958 estaven ocupats pels seus propietaris, 848 estaven llogats i ocupats pels llogaters i 25 estaven cedits a títol gratuït; 10 tenien una cambra, 115 en tenien dues, 402 en tenien tres, 643 en tenien quatre i 661 en tenien cinc o més. 1.030 habitatges disposaven pel capbaix d'una plaça de pàrquing. A 927 habitatges hi havia un automòbil i a 664 n'hi havia dos o més.

### Piràmide de població
La piràmide de població per edats i sexe el 2009 era:
| Homes | Edats   | Dones |
| ----- | ------- | ----- |
| 0     | 95 o +  | 0     |
| 4     | 90 a 94 | 16    |
| 5     | 85 a 89 | 18    |
| 25    | 80 a 84 | 33    |
| 37    | 75 a 79 | 52    |
| 57    | 70 a 74 | 88    |
| 125   | 65 a 69 | 108   |
| 114   | 60 a 64 | 123   |
| 101   | 55 a 59 | 129   |
| 125   | 50 a 54 | 176   |
| 205   | 45 a 49 | 127   |
| 159   | 40 a 44 | 191   |
| 168   | 35 a 39 | 171   |
| 140   | 30 a 34 | 183   |
| 163   | 25 a 29 | 181   |
| 161   | 20 a 24 | 164   |
| 209   | 15 a 19 | 167   |
| 147   | 10 a 14 | 155   |
| 140   | 5 a 9   | 144   |
| 130   | 0 a 4   | 104   |

## Economia
El 2007 la població en edat de treballar era de 2.866 persones, 2.110 eren actives i 756 eren inactives. De les 2.110 persones actives 1.901 estaven ocupades (1.012 homes i 889 dones) i 209 estaven aturades (97 homes i 112 dones). De les 756 persones inactives 243 estaven jubilades, 242 estaven estudiant i 271 estaven classificades com a «altres inactius».

### Ingressos
El 2009 a Aulnat hi havia 1.829 unitats fiscals que integraven 4.362 persones, la mediana anual d'ingressos fiscals per persona era de 16.205 €.

### Activitats econòmiques
Dels 151 establiments que hi havia el 2007, 1 era d'una empresa extractiva, 5 d'empreses alimentàries, 1 d'una empresa de fabricació de material elèctric, 1 d'una empresa de fabricació d'elements pel transport, 7 d'empreses de fabricació d'altres productes industrials, 25 d'empreses de construcció, 29 d'empreses de comerç i reparació d'automòbils, 14 d'empreses de transport, 12 d'empreses d'hostatgeria i restauració, 5 d'empreses financeres, 2 d'empreses immobiliàries, 17 d'empreses de serveis, 17 d'entitats de l'administració pública i 15 d'empreses classificades com a «altres activitats de serveis».
Dels 48 establiments de servei als particulars que hi havia el 2009, 1 era una oficina de correu, 2 oficines bancàries, 2 tallers de reparació d'automòbils i de material agrícola, 5 establiments de lloguer de cotxes, 2 autoescoles, 7 paletes, 9 guixaires pintors, 3 fusteries, 2 lampisteries, 2 electricistes, 4 perruqueries, 1 veterinari, 7 restaurants i 1 tintoreria.
Dels 12 establiments comercials que hi havia el 2009, 1 era una botiga de més de 120 m², 5 fleques, 4 llibreries i 2 floristeries.
L'any 2000 a Aulnat hi havia 3 explotacions agrícoles.

## Equipaments sanitaris i escolars
Els 2 equipaments sanitaris que hi havia el 2009 eren farmàcies.
El 2009 hi havia 2 escoles maternals i 1 escola elemental.

## Poblacions més properes
El següent diagrama mostra les poblacions més properes.